# Empoascanara niazii
Empoascanara niazii är en insektsart som först beskrevs av M. Firoz Ahmed och Samad 1972.  Empoascanara niazii ingår i släktet Empoascanara och familjen dvärgstritar. Inga underarter finns listade i Catalogue of Life.